# Горицы (Жирятинский район)
Гори́цы — деревня в Жирятинском районе Брянской области, в составе Воробейнского сельского поселения. Расположено на правом берегу реки Судость.
Население — 36 человек (2010).
Впервые упоминается в 1704 году как «село», владение Рославцев; позднее — деревня. До 1781 года входила в Почепскую (1-ю) сотню Стародубского полка; с 1782 до 1918 в Мглинском повете, уезде (с 1861 — в составе Воробейнской волости); в 1918—1929 гг. — в Почепском уезде (Воробейнская, с 1924 Балыкская волость).
С 1929 года — в Жирятинском районе, а в период его временного расформирования (1932—1939, 1957—1985) — в Почепском районе. До 2005 года входила в Горицкий сельсовет (до 1980-х гг. — его центр).